# Лайън (окръг, Кентъки)
Вижте пояснителната страница за други значения на Лайън.
Лайън (на английски: Lyon County) е окръг в щата Кентъки, Съединени американски щати. Площта му е 663 km², а населението - 8080 души (2000). Административен център е град Едивил.